# Kolovrat (znak)
Kolovrat, ponegdje zvan ladinec, simbol je koji predstavlja osmerokraku svastiku usmjerenu desno ili lijevo. Upotrebljava se u sklopu ruskog neonacizma, nacionalizma i rodnovjerja, gdje se smatra glavnim staroslavenskim ili arijevskim simbolom povezanim sa Suncem.
Kolovratom se također naziva svastika od šest ili četiri kraka, a u potonjem je slučaju identičan hakenkreutzu.
Simbol je nastao krajem 20. stoljeća. Iako su u povijesti poznati likovi vizualno slični kolovratu, niti jedan nije bio simbol, odnosno nosio značenje koje se danas pripisuje kolovratu.

## Suvremeno značenje
Početkom 1990-ih, bivši disident i jedan od utemeljitelja ruskog neopoganstva Aleksej Dobrovolski isprva je kolovratom nazvao četverokraku svastiku, identičnu nacističkom simbolu, a kasnije je taj naziv prenio na osmokraku. Prema povjesničaru i vjerskom znanstveniku Romanu Šiženskom, Dobrovolski je ideju o svastici preuzeo iz djela Kronika Oera Linda nacističkog ideologa Hermana Wirtha, prvog predvodnika Ahnenerbea.
Dobrovolski je osmokraki kolovrat predstavio kao simbol »povratka poganstvu«. Ovu je verziju Kolovrata smatrao poganskim znakom sunca i 1996. godine proglasio ga je simbolom beskompromisne »narodnooslobodilačke borbe« protiv »židskog jarma«. Prema Dobrovolskom, značenje kolovrata potpuno se poklapa sa značenjem nacističke svastike.

## Povijesni kontekst
U tradicionalnoj slavenskoj kulturi koristile su se četverokrake i osmerokrake svastike, no simbol kolovrata je odsutan.
Razni rodnovjerci tvrde da je riječ »kolo« u staroruskom jeziku označavala Sunce, no ne postoji etnografski izvor koji bi potvrdio to značenje. Ona u slavenskim jezicima nosi različita značenja, dok je drugi dio riječi, -vrat, porijeklom iz staroslavenskog, a ne staroruskog. Međutim, srodna riječ koleso (rus. колесо) koristi se u folkloru sjevera Rusije za amulete u obliku šestokrake i osmerokrake rozete.